# 克什米尔谷地

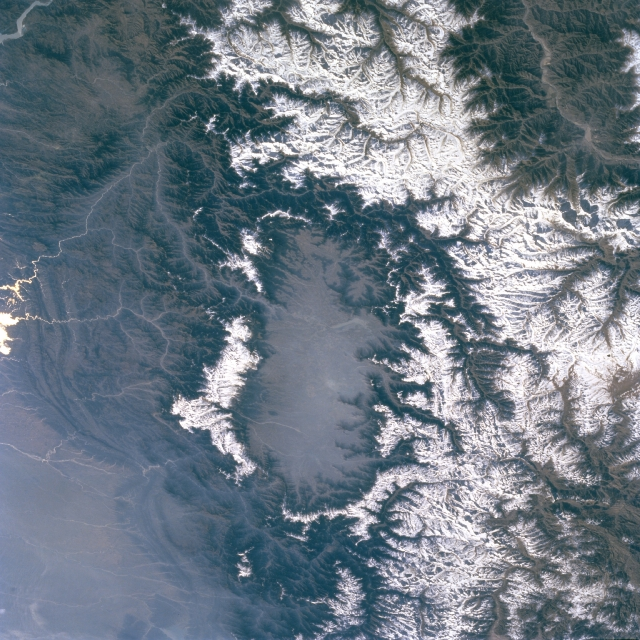
克什米爾谷地西南部為比爾本賈爾山脈，東北部為喜馬拉雅山脈。

克什米尔专区的範圍（紅色）

克什米爾谷地是印度控制的克什米尔的山间部分。山谷西南部為比爾本賈爾山脈，東北部為喜馬拉雅山脈。它長約135公里，寬32公里，被杰赫勒姆河劃開。
此地的行政区划是克什米尔专区（Kashmir Division），为印度查謨和喀什米爾下的一个专区。

## 外部連結
- Kashmir Division Administration （页面存档备份，存于）
- Kashmir Divisional Commissioner （页面存档备份，存于）
- 维基导游上有關克什米尔谷地的旅行指南
- Vale of Kashmir （页面存档备份，存于）

34°02′00″N 74°40′00″E / 34.0333°N 74.6667°E
1. ↑  . 联合国新闻. 2019-10-29  [2021-04-09]. （原始内容存档于2020-10-24） （中文（简体））.
2. ↑  . 克什米尔.   [2020-09-07]. （原始内容存档于2020-10-29）.